# János Söre
János Söre (* 14. Mai 1935 in Budapest, Königreich Ungarn; † 11. Juni 2023) war ein ungarischer Radrennfahrer und nationaler Meister im Radsport.

## Sportliche Laufbahn
Söre war im Bahnradsport aktiv. 1952 begann er mit dem Radsport. Er war Teilnehmer der Olympischen Sommerspiele 1960 in Rom. Dort startete er im Zeitfahren und belegte beim Sieg von Sante Gaiardoni den 10. Platz.
1960 wurde er nationaler Meister im Sprint. Während seiner Rennkarriere gewann er insgesamt 15 Meistertitel. Er war zwischen 1955 und 1963 Mitglied der ungarischen Nationalmannschaft.